# 中村斉
中村 斉（なかむら ひとし、1967年 - ）は、日本の作曲家、音楽教師、ピアニスト、ヴァイオリニスト。山口県出身。

## 経歴
中村は、ピアノとヴァイオリン、そして作曲を、東京で学んだ。秋吉台国際20世紀音楽セミナー&フェスティバルに参加し、1991年には第1回の秋吉台国際作曲賞を受賞した。この受賞によってドイツのダルムシュタットで開催されるダルムシュタット夏季現代音楽講習会に参加する奨学金を得た。1994年には、中村はこのセミナーに講師として招かれた。
作曲家として中村は、様々なジャンルの作品に手を染めている。日本の有名なリコーダー奏者である鈴木俊哉は、中村の作品をよく初演している。

## おもな作品

### 室内楽
- 1992年 バス・リコーダーのための「ドローイング」（鈴木俊哉の委嘱作品：1995年、ドイツのルール地方で開催された国際現代音楽協会フェスティバルに入選[1]）
- 1993年 バス・リコーダーのための「ムーブメント」（鈴木俊哉の委嘱作品）
- 1995年 「ファルセット」- フルート、チェロ、ギター（山下和仁の委嘱作品[2]）